# Schaller GmbH

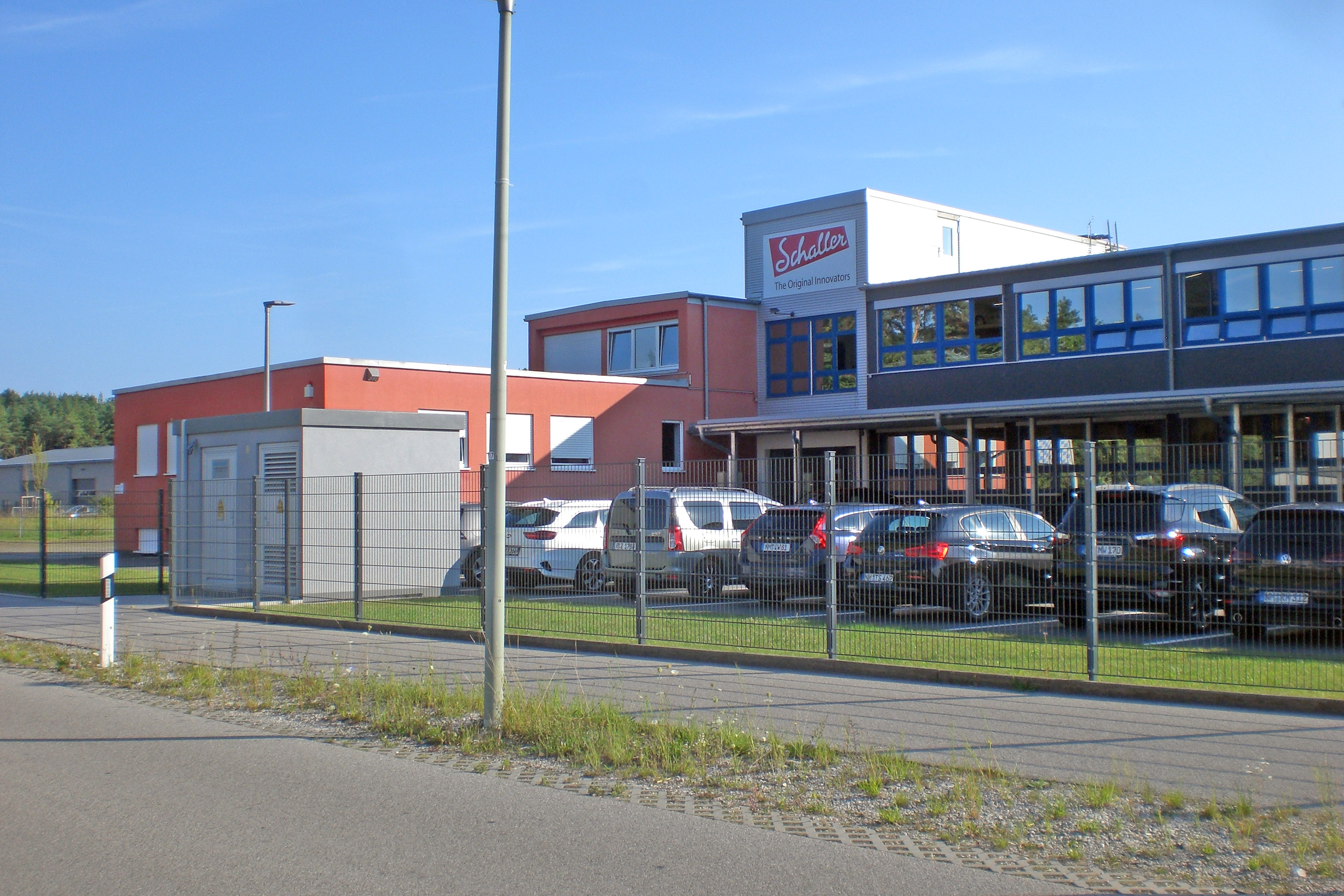
Firmensitz (2024)

Die Schaller GmbH ist ein deutscher Hersteller von Musikinstrumenten-Hardware mit Sitz in Postbauer-Heng bei Nürnberg. Das Unternehmen entwickelt, produziert und vertreibt weltweit Mechaniken, Stege, Tremolos, Strap Locks und weiteres Zubehör für Gitarren.

## Geschichte
Das Unternehmen Schaller wurde 1945 von Helmuth Schaller (1923–1999) gegründet. Er war Werkzeugmacher und Rundfunkmechaniker-Meister. Aus der anfänglichen Reparatur von Radios entwickelte sich bereits in den 1950er Jahren die eigene Entwicklung und Herstellung von Lautsprechern und Verstärkern für die Musikbranche unter dem Namen Schaller Electronic. Hinzu kamen Echo- und Hallgeräte, Pedale und Verzerrer.
Seit 1953 entwickelte und produzierte Schaller für Framus Schlagbretter, Schalter und Tonabnehmer. Später kamen die Unternehmen Hoyer, Höfner, Hopf und international Ovation, Fender und Gibson hinzu, 1985 PRS Guitars.

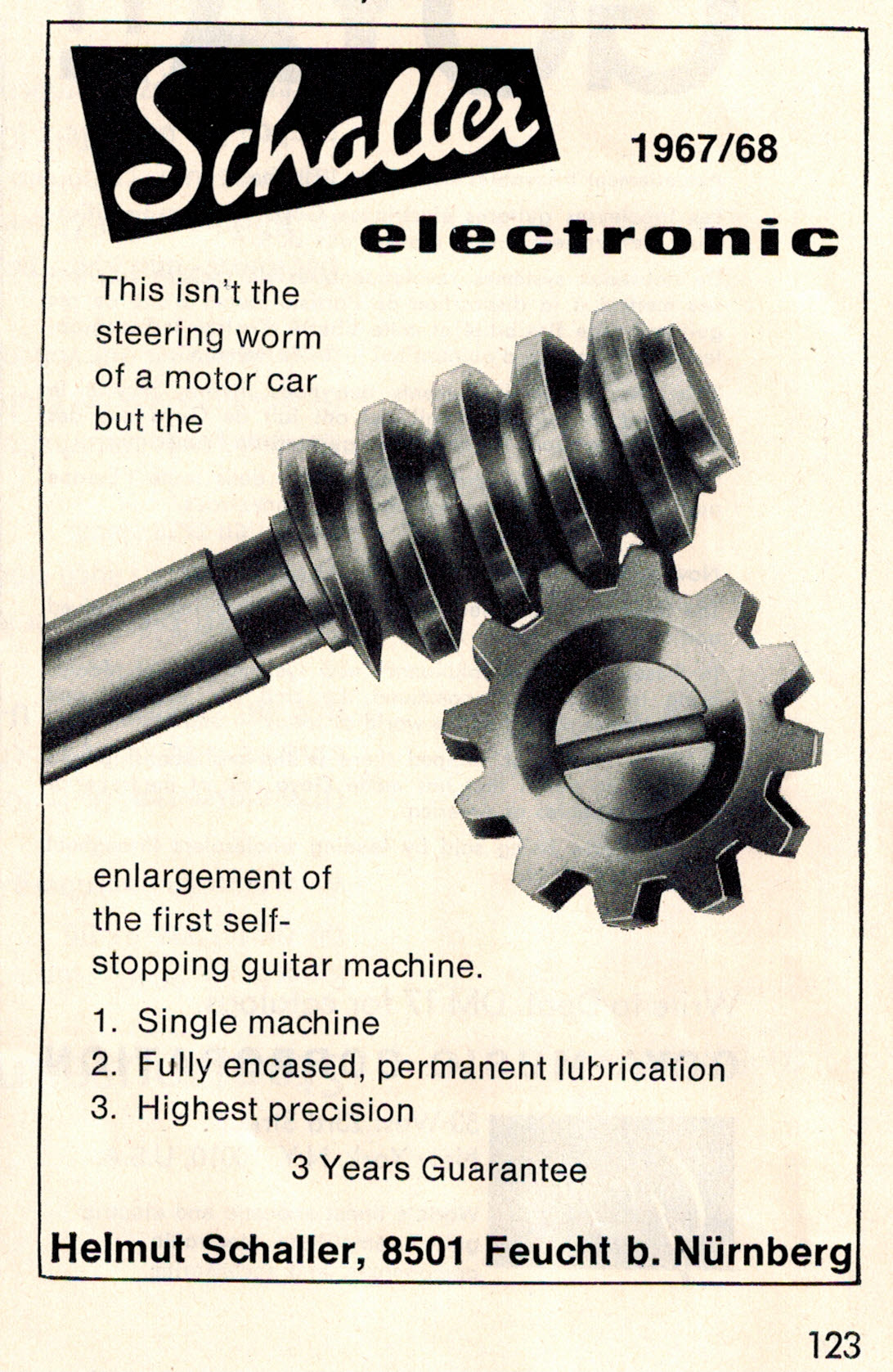
Schaller M6 Machine Head

Ab den 1960er Jahren wurden Tremolos (1961), Stege (1962) und Mechaniken (1966) hergestellt. Die Mechanik M6 war die weltweit erste vollgekapselte und selbstsperrende Präzisionsmechanik. Ab 1967 verwendeten Markenhersteller wie Ovation, Gibson und Martin Schaller Mechaniken. Leo Fender hatte zu Beginn Mechaniken des Herstellers Kluson aus Chicago verwendet. Ab 1965 ließ er eigene Mechaniken produzieren, bis er 1976 auf Schaller-Mechaniken umstieg, die bis 1983 verwendet wurden. Selbstsperrende Locking-Tuner werden inzwischen von zahlreichen Herstellern gebaut und haben sich als stimmstabile Mechaniken breit durchgesetzt.
1968 zog die Firma Schaller von Feucht nach Postbauer-Heng in eine neue Produktionsstätte.
In den 1970er Jahren kamen unter anderem Bassmechaniken (M4), Stege einschließlich TOM-Stege für Gibson Gitarren sowie weitere Varianten von Tonabnehmern (Golden 50, S6, T6) hinzu. Namhafte Gitarrenhersteller verwendeten Entwicklungen von Schaller, in dieser Zeit wurden deren Instrumente häufig von Steg über Pickups bis zu den Mechaniken ausschließlich mit Schaller-Produkten ausgestattet. 1977 kam Floyd Rose mit einer Idee eines Double-Locking Tremolos zu Schaller. In einem gemeinsamen Workshop über 3 Monate wurde im Hause Schaller dieses neuartige Tremolo entwickelt und später produziert.
1979 entwickelte und patentierte Schaller die Security Locks, mit denen eine sichere Verbindung zwischen Gitarre und Gurt erreicht wird.
Hersteller wie Fender, Dunlop und Ernie Ball ahmten das Prinzip nach. Die Schaller-Locks bleiben bis heute das meistverkaufte Schaller-Produkt und werden regelmäßig als bestes Gurthalterungssystem am Markt betrachtet.
Mit Beginn der 1980er Jahre wurde die Produktion von Lautsprechern, Verstärkern, Hallgeräten etc. eingestellt. 
Bis zum Tod von Helmuth Schaller 1999 und seinem Sohn René Schaller (1953–1998) wurde die Produktpalette stetig erweitert (Geigenzubehör, Kabel etc.) und sogar Spezialmaschinen  für Saiten und Ballends gebaut. Allerdings konnte damit an vorherige Erfolge nicht mehr angeknüpft werden. In den Jahren nach Helmuth Schallers Tod führte eine Erbengemeinschaft mit der Witwe Grete Schaller (1926–2007) die Firma, ohne nachhaltige Impulse für neue Produkte geben zu können.
Im August 2006 wurde Schaller von einer Personengesellschaft zur GmbH umfirmiert. Lars Bünning leitet seit Dezember 2006 die Firma. Seit 2007 konzentriert sich die Firma auf den Bereich Gitarrenhardware. Im Januar 2009 übernahm er die GmbH-Anteile der Familie und fungiert seitdem als Geschäftsführender Gesellschafter.

## Produkte

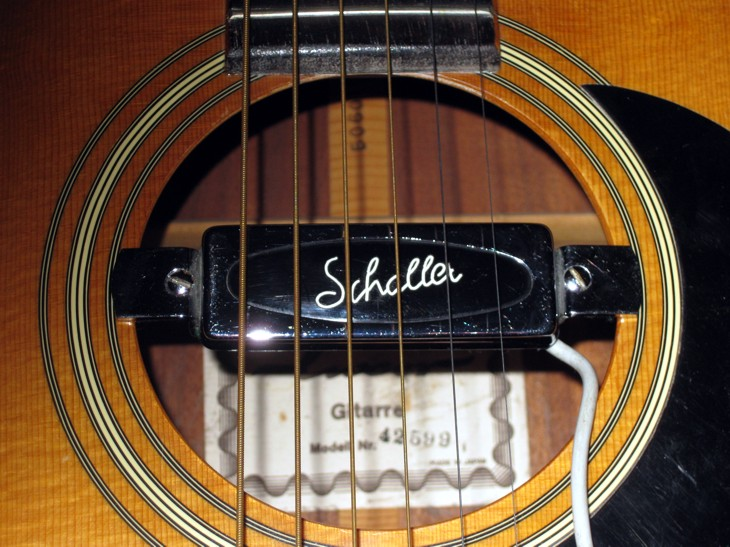
Schallloch-Pick-Up, ca. 1970
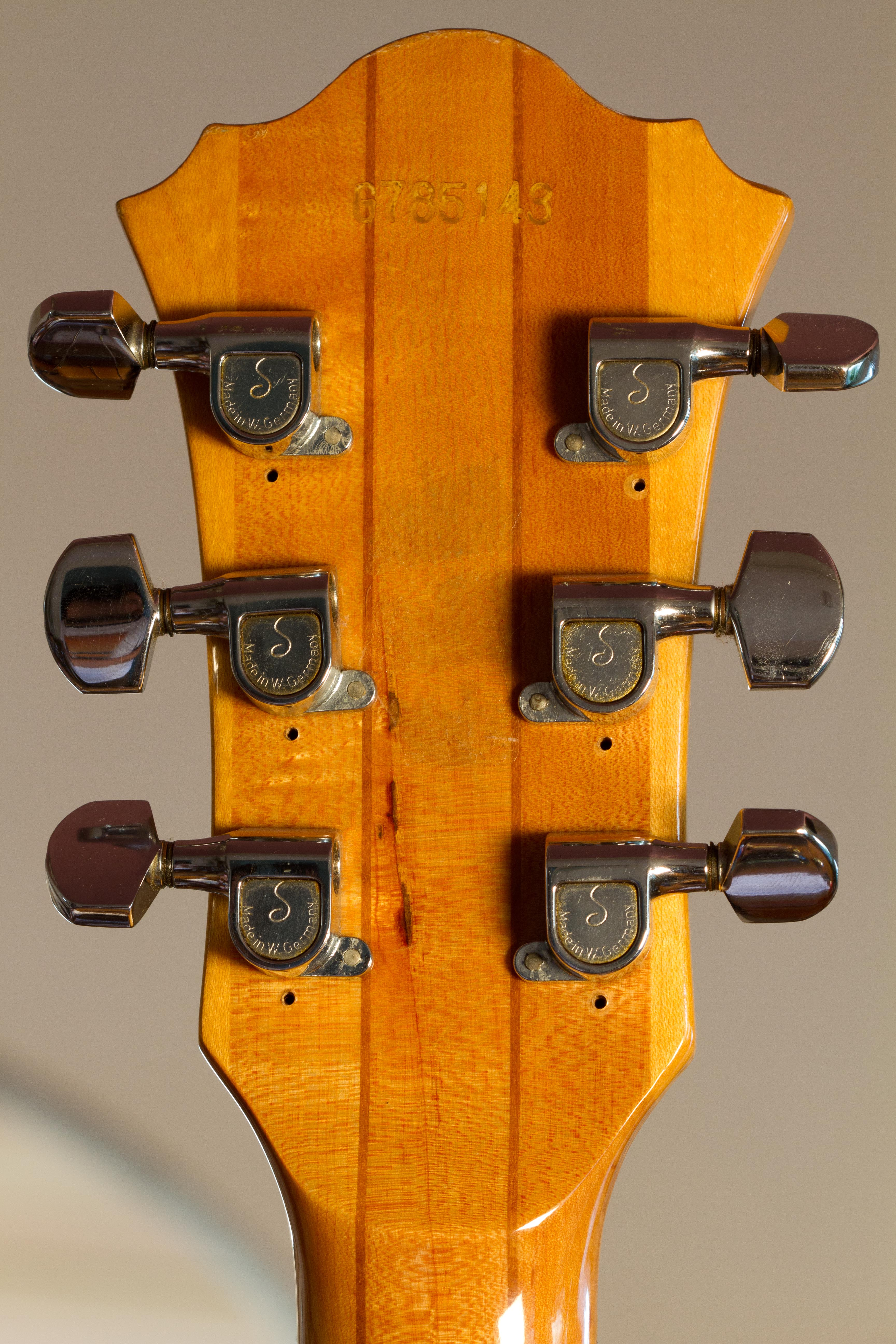
Schaller Mechaniken an einer Ibanez MC-200 DS von 1978
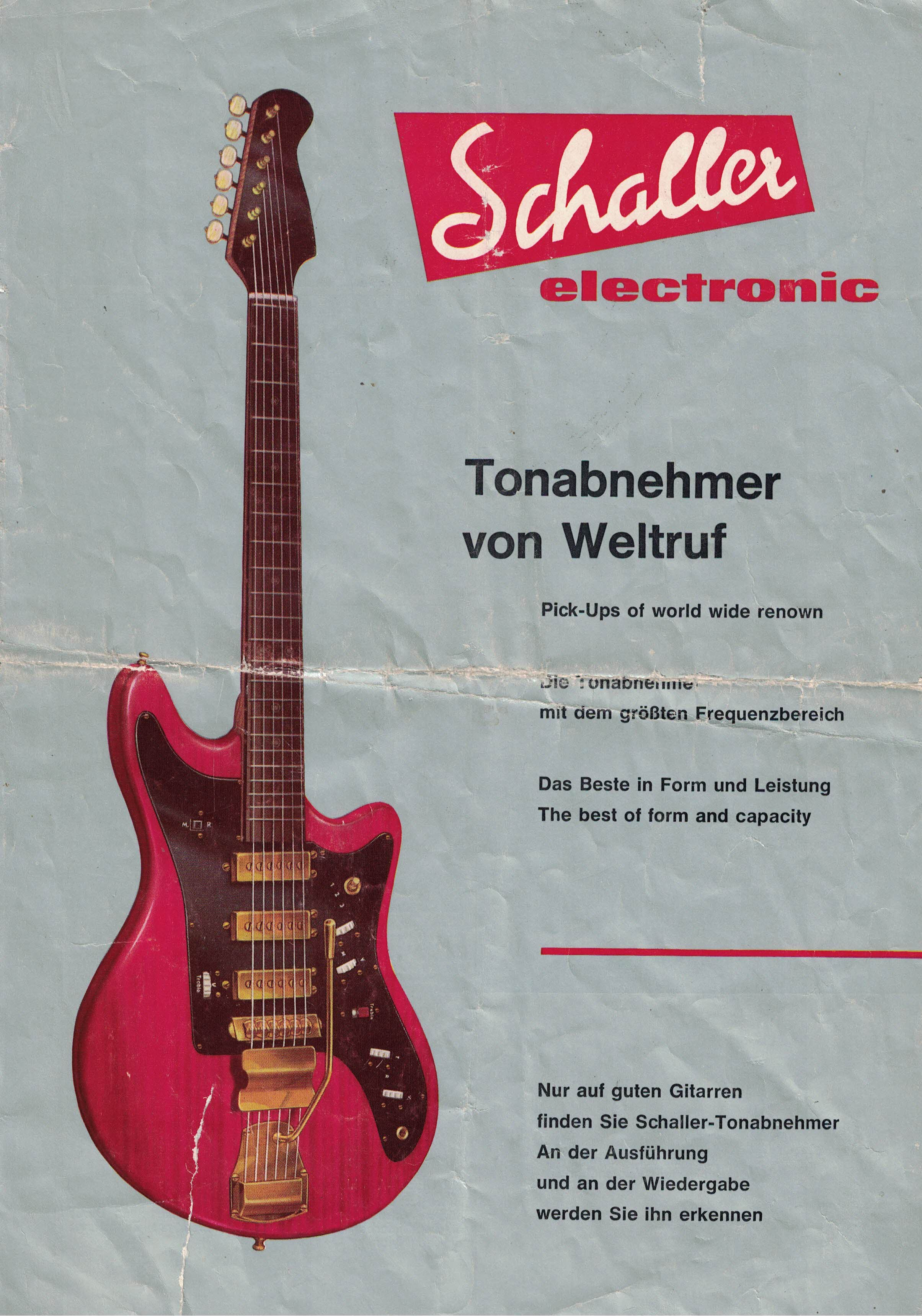
Schaller Pickup-Werbung von 1964
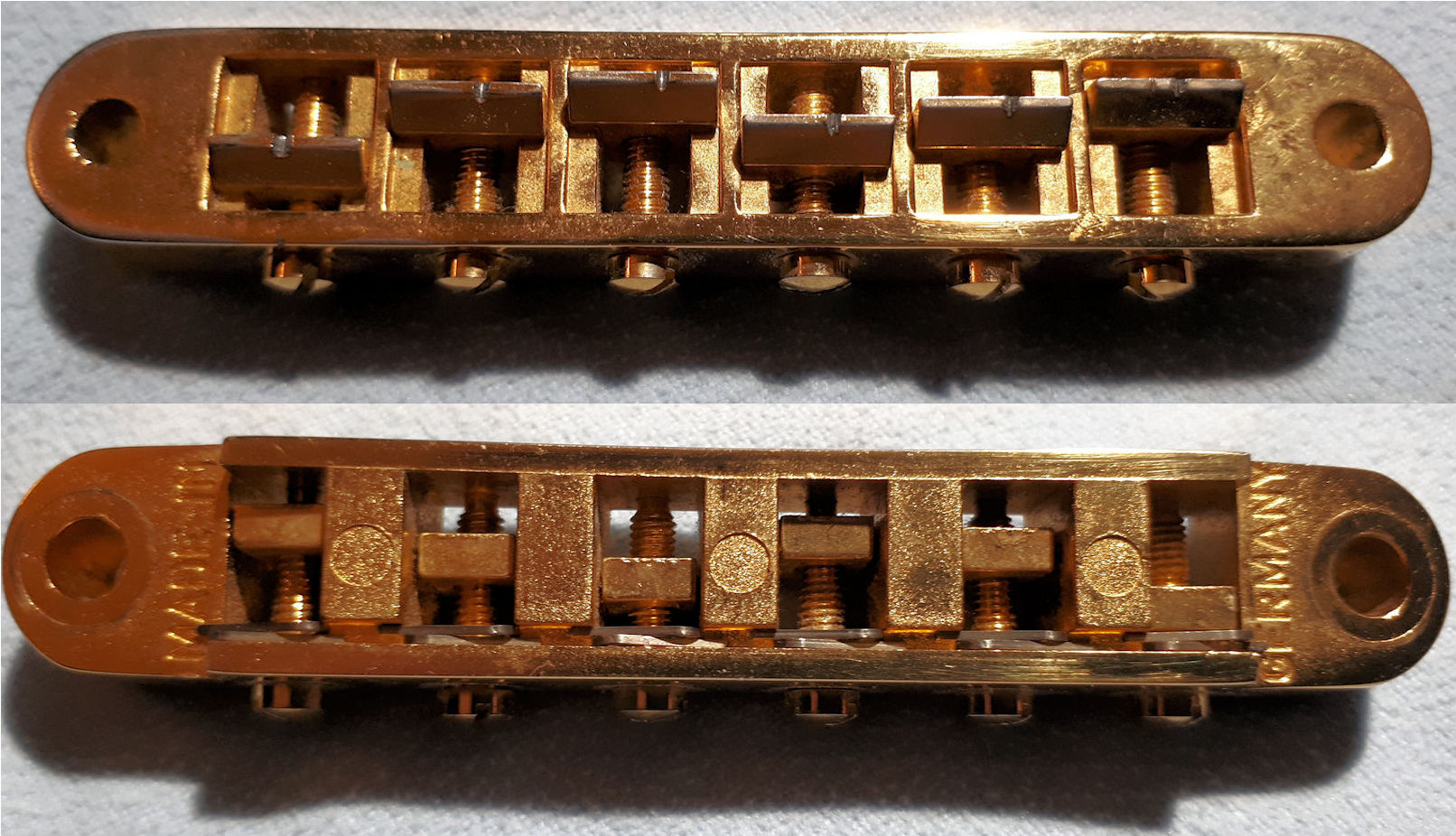
Schaller-Nashville-Bridge in Gold von einer Gibson Les Paul von 1995

Mechaniken
GrandTune Series, M6 Series, Replacement Mechaniken und Bassmechaniken
Stege/Steghalter
Signum, Hannes, TOM- und 3D-Stege
Tremolos
LockMeister, Schaller und Vintage
Zubehör
Strap-Locks, Preamp „Flagship“, Piezotonabnehmer (Oyster) und Megaswitches sowie Tonabnehmer-Rahmen und -Kappen.
Die Produktion von Tonabnehmern wurde 2017 eingestellt. Die Konzentration auf feinmechanische Produkte schlug sich in der Namensänderung von „Schaller Electronic“ auf „Schaller GmbH“ 2016 nieder.
Alle Produkte werden in Deutschland im Werk in Postbauer-Heng hergestellt. Schaller wird als einer der weltbesten Hersteller von Mechaniken angesehen.
Kunden sind je zur Hälfte Gitarrenhersteller und Endkunden, also Musiker.
Verschiedene Signature-Modelle werden mit den Schaller-Mechaniken der originalen Vorbilder hergestellt, darunter die Flying V von Metallicas Kirk Hammet, die Gretsch Malcolm Youngs (AC/DC) oder die Alligator-Stratocaster von Jerry Garcia (Grateful Dead).

## Trivia
- Eine der vom US-amerikanischen Gitarrenbauer Dave Rusan 1983 für den Musiker Prince entworfene Cloud-Gitarren wurde 2017 für 700.000 USD versteigert.[23] Diese Gitarren waren mit goldener Schaller-Hardware ausgerüstet (457 Bridge, Mechaniken „West German Schaller tuners“).[24][25][26]
- Kurt Cobains legendäre Fender-Jaguar-Gitarre besaß Schaller Mechaniken und ein unbekannter Vorbesitzer hatte auch einen Schaller-Steg montiert. Folglich wurden auch spätere Nachbauten mit Schaller-Teilen bzw. deren Kopien ausgestattet.[27]
- Eddie Van Halen stattete seine Frankenstrat nach dem Bruch des Halses mit Schaller-Tunern aus.[28] Eine 1984 von Kramer gebaute Gitarre, die Van Halen auf einer Tour 1984 gespielt hatte, wurde 2021 für 120.000 USD versteigert. Sie war mit Schaller-M6-Mini-rotomatic-Mechaniken ausgerüstet.[29]
- John Lennon benutze für die Aufnahme seiner letzten Solo-Platte („Double Fantasy“, 1980) eine skurrile Sardonyx-800-D-II-Gitarre. Sie war mit Schaller-Hardware ausgerüstet.[30]